# کلینت متیس
کلینت متیس (انگلیسی: Clint Mathis؛ زادهٔ ۲۵ نوامبر ۱۹۷۶) یک بازیکن فوتبال اهل ایالات متحده آمریکا است.

## باشگاهی
از باشگاه‌هایی که در آن بازی کرده‌است می‌توان به باشگاه فوتبال لس‌آنجلس گلکسی، باشگاه فوتبال نیویورک رد بولز، رئال سالت لیک، و باشگاه فوتبال کلرادو رپیدز اشاره کرد.

## تیم ملی
وی همچنین در تیم ملی فوتبال مردان ایالات متحده بازی کرده، و سابقه حضور در جام جهانی فوتبال ۲۰۰۲ را نیز دارد.